# Несвятая троица (фильм)
Несвятая троица (англ. The Unholy Three) — американская криминальная мелодрама режиссёра Тода Браунинга 1925 года.

## Сюжет
Трое напарников-мошенников — карлик Труляля, силач Геркулес, и чревовещатель Эко промышляют тем, что показывают цирковые номера. В это время их сообщница Рози занимается чисткой карманов зевак-зрителей. По воле случая компании приходится уйти в подполье, но их дела приобретают всё более неблаговидный характер. Главарь шайки Эко под видом милой старушки и под прикрытием ничего не подозревающего простака Гектора МакДональда занимается продажей попугаев, которые перестают говорить сразу после продажи. По ночам компания навещает дома несчастных покупателей в поисках наживы.
Но однажды непослушание Труляля и Геркулеса приводят к трагедии. Может пострадать ни в чём неповинный Гектор, которого Рози успела полюбить. Естественно, больше ничего общего с преступной троицей она иметь не хочет, а думает только о том, как спасти Гектора. Но не всё так просто…

## В ролях
- Лон Чейни — чревовещатель Эко
- Мэй Буш — Рози O’Грейди
- Мэтт Мур — Гектор МакДональд
- Виктор МакЛаглен — Геркулес
- Гарри Долл — Труляля
- Мэттью Бетц — Риган
- Эдвард Коннелли — судья
- Уильям Хамфри — адвокат
- Е. Элин Уоррен — прокурор

## Ссылка
- The Unholy Three (англ.) на сайте Internet Movie Database
- Архивная копия от 18 января 2015 на Wayback Machine
- Архивная копия от 13 мая 2019 на Wayback Machine